# Коло (фільм 2015)
Коло (оригінальна назва: Cirkeln) — шведський фентезійний фільм, створений і написаний Бенні Андерссоном, режисером і співавтором сценарію якого став Леван Акін, заснований на романі-бестселері Сари Бергмарк Ельфгрен і Матса Страндберга «Коло». Він мав стати першим у трилогії фільмів, заснованих на Енгельсфорсі, хоча плани щодо продовжень були скасовані. У 2013 році кіноадаптація мала бути створена компанією Filmlance, режисером став Леван Акін, а сценаристом Бергмарк Ельфгрен. Виробництво призупинено через розбіжності між авторами та Filmlance. Акін також залишив проєкт. Син Бенні Андерссона Людвіг привернув його увагу до роману, і він купив права на створення фільму, точніше, ніж планував Filmlance, однак фільм все ще має значні відмінності від оригінального роману. На головні ролі по всій Швеції проходили відкриті кастинги для молодих дівчат.
Фільм був показаний на Берлінському міжнародному кінофестивалі 2015 року і вийшов на екрани шведських кінотеатрів 18 лютого 2015 року.

## Сюжет
У фільмі розповідається про Ребеку, Міноо, Ванессу, Анну-Карін, Іду та Ліннею, які є першокурсницями однієї середньої школи. Очевидне самогубство найкращого друга Ліннеї Еліаса стає початком серії дивних подій у місті, оскільки 6 дівчат дізнаються, що вони відьми, обрані для порятунку світу.

## Виробництво
Фільм знімався в Седертельє, Лідінго та Вуоллерім.

## Саундтрек
Музику до фільму створив і склав Бенні Андерссон, а його син Людвіг Андерссон створив додаткову музику та виступив музичним керівником. До фільму увійшла музика Анни фон Гаусвольф, Февер рей, Дачка, Стиль чоей і нова музика The Hives. У фільмі помітно використовується пісня Кейт Буш Running Up That Hill, а над титрами звучить композиція Savages She Will з альбому Silence Yourself. Бенні Андерссон отримав права на використання Running Up That Hill, пообіцявши менеджеру Кейт Буш віддячити за послугу, виступивши як піаніст, якщо вона знадобиться. Спочатку Андерссон хотів, щоб музику написала Карін Дрейєр Андерссон.

## Рецензії
Після показу на Берлінському кінофестивалі Screen International написав про The Circle, що він «емоційно грамотний» і що персонажі мають «несподіваний ступінь глибини». Голлівудський репортер заявив, що в сценаріїналежним чином не було розроблено персонажів і що він був схожий на частину телевізійного серіалу, де всі знали все про персонажів і що акторам не дозволялося багато робити зі своїми персонажами. Він отримав переважно позитивні відгуки шведських критиків. Через погані касові збори заплановані продовження були скасовані, і замість них Акін почав роботу над «І тоді ми танцювали».

## Ровнішні посилання
- Коло на сайті IMDb (англ.)